# Óliver Pérez
Pour les articles homonymes, voir Pérez.
Óliver Pérez Martinez (né le 15 août 1981 à Culiacan, Sinaloa, Mexique) est un lanceur gaucher des Nationals de Washington de la Ligue majeure de baseball. Lanceur partant en début de carrière, Pérez est aujourd'hui lanceur de relève.

## Ligue majeure de baseball

### Padres de San Diego
Óliver Pérez signe son premier contrat en 1999 avec les Padres de San Diego. Il fait ses débuts dans les majeures le 16 juin 2002 comme lanceur partant face aux Mariners de Seattle et obtient sa première victoire en carrière. Il termine sa première saison avec 96 retraits sur des prises en seulement 90 manches lancées pour les Padres, une moyenne de points mérités de 3,50 et une fiche de 4 victoires et 5 défaites.

### Pirates de Pittsburgh
Sa seconde saison est plus difficile. Il affiche une moyenne élevée et a obtenu 4 victoires en 11 décisions lorsque San Diego le transfère aux Pirates de Pittsburgh le 26 août 2003 en compagnie du voltigeur Jason Bay. Les Padres obtiennent le voltigeur Brian Giles dans l'échange. Perez subit la défaite dans ses trois dernières décisions de la saison avec Pittsburgh, complétant la saison 2003 avec un dossier de 4-10.
Le jeune gaucher s'impose chez les Pirates lors de la saison 2004. En 30 départs, il affiche une excellente moyenne de points mérités de 2,98 avec 12 victoires contre 10 défaites et 239 retraits sur des prises en 196 manches lancées. Son total de retraits sur des prises est le 4e plus élevé de la Ligue nationale et il mène les majeures avec une moyenne de 11 retraits sur trois prises par 9 manches lancées.
Après une saison de 7-5 en 2005, il connaît des débuts laborieux en 2006. Il n'a que deux victoires contre 10 défaites et une moyenne de 6,63 lorsque les Pirates l'échangent aux Mets de New York le 31 juillet. Pittsburgh se départ aussi du lanceur Roberto Hernandez et obtient des Mets le voltigeur Xavier Nady. 

### Mets de New York

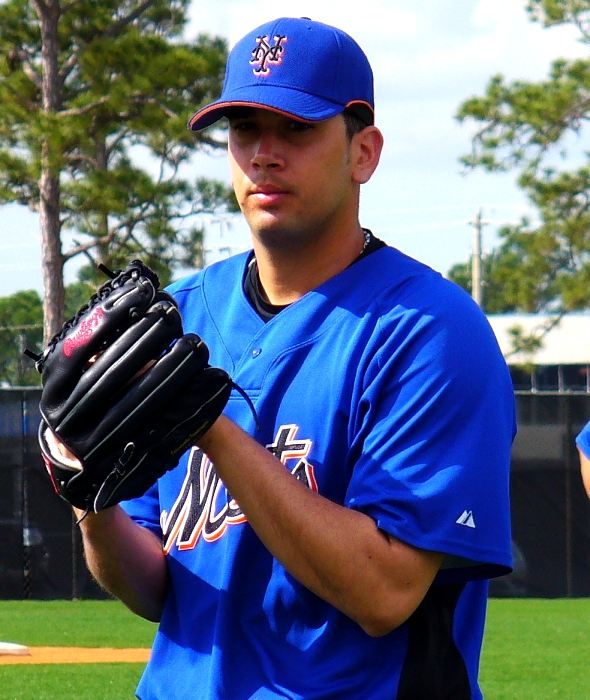
Pérez en 2007 avec les Mets.

Perez termine l'année avec un dossier de 3-13 et une moyenne de 6,55 en 2006. Il joue pour la première fois en séries éliminatoires et est crédité d'une victoire en deux sorties dans la Série de championnat de la Ligue nationale contre les Cardinals de Saint-Louis.
En 2007, Oliver Perez atteint un record personnel de 15 victoires. Il totalise 174 retraits sur des prises.
En 2008, son dossier est de 10-7 avec 180 retraits sur des prises. Son contrôle au monticule est cependant loin d'être parfait : il mène les majeures avec un total de 105 buts-sur-balles alloués à l'adversaire. 
Le 3 février 2009, Perez, devenu agent libre, s'entend avec les Mets pour 3 ans et 36 millions de dollars.
Lors de la saison 2009, celui qui avait mené la Nationale la saison précédente avec 34 départs n'amorce que 14 parties pour New York. Sa fiche est de 3-4 avec une moyenne élevée de 6,82. Il est placé deux fois sur la liste des blessés pour des tendinites au genou droit et subit une intervention chirurgicale en août, ce qui met fin à sa saison.
Il est libéré de son contrat chez les Mets le 21 mars 2011.

### Senators d'Harrisburg
Il signe un contrat de ligues mineures le 23 mars 2011 pour la saison de 2011 avec les Nationals de Washington mais ne joue pas avec l'équipe. Il passe l'année dans le Double-A chez les Senators d'Harrisburg, le club-école des Nationals dans la Ligue Eastern. Il y maintient une moyenne de points mérités de 3,09 en 75 manches et deux tiers lancées, avec 3 victoires et 5 défaites en 15 départs et une sortie comme lanceur de relève.

### Mariners de Seattle

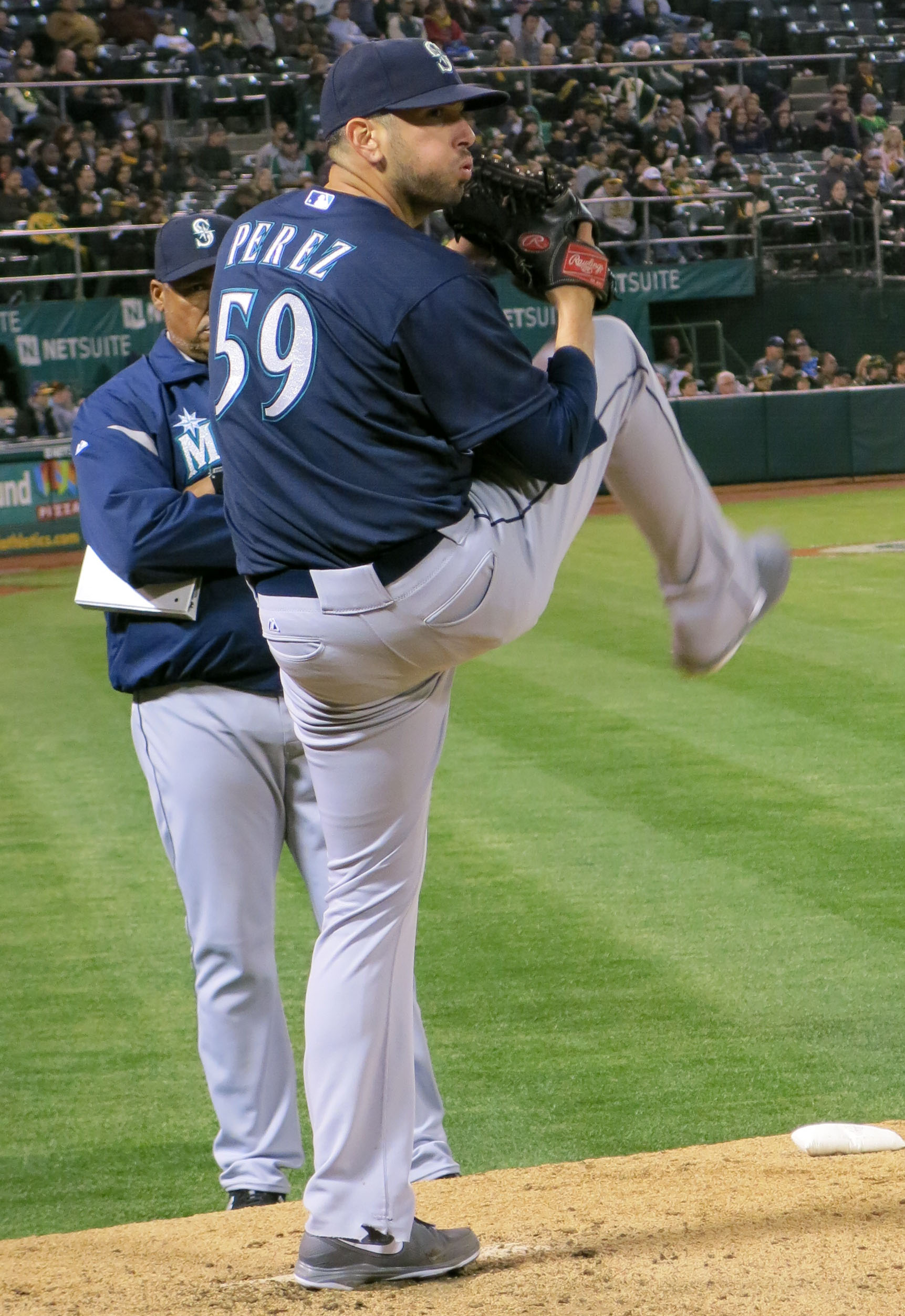
Pérez en 2013 avec les Mariners.

Le 18 janvier 2012, il signe un contrat des ligues mineures avec les Mariners de Seattle.
Pérez fait un retour dans les majeures le 18 juin 2012 avec les Mariners. Seattle ne l'utilise que comme lanceur de relève. En 33 sorties au monticule en 2012, il présente une excellente moyenne de points mérités de 2,12 en 29 manches et deux tiers lancées, avec une victoire et trois défaites.
Le 14 juin 2013, il réussit contre les A's d'Oakland un premier sauvetage en carrière. Sa moyenne de points mérités est de 3,74 en 61 sorties en relève pour les Mariners en 2013. Il réussit 74 retraits sur des prises en 53 manches lancées, remporte trois victoires, subit trois défaites et réalise deux sauvetages.

### Diamondbacks de l'Arizona
Agent libre après la saison 2013, Pérez est sans emploi lorsque s'amorcent les camps d'entraînement du printemps 2014. Il signe le 10 mars 2014 un contrat de deux saisons avec les Diamondbacks de l'Arizona.
Il maintient une excellente moyenne de points mérités de 2,91 en 58 manches et deux tiers lancées lors de 68 présences au monticule, toutes en relève, pour Arizona en 2014. 
En 48 sorties pour Arizona en 2015, Pérez maintient une moyenne de points mérités de 3,10 en 29 manches lancées au total. Lorsqu'un échange l'envoie à Houston, il n'avait pas accordé de point depuis 19 manches, pour la 3e plus longue séquence du genre de l'histoire des Diamondbacks.

### Astros de Houston

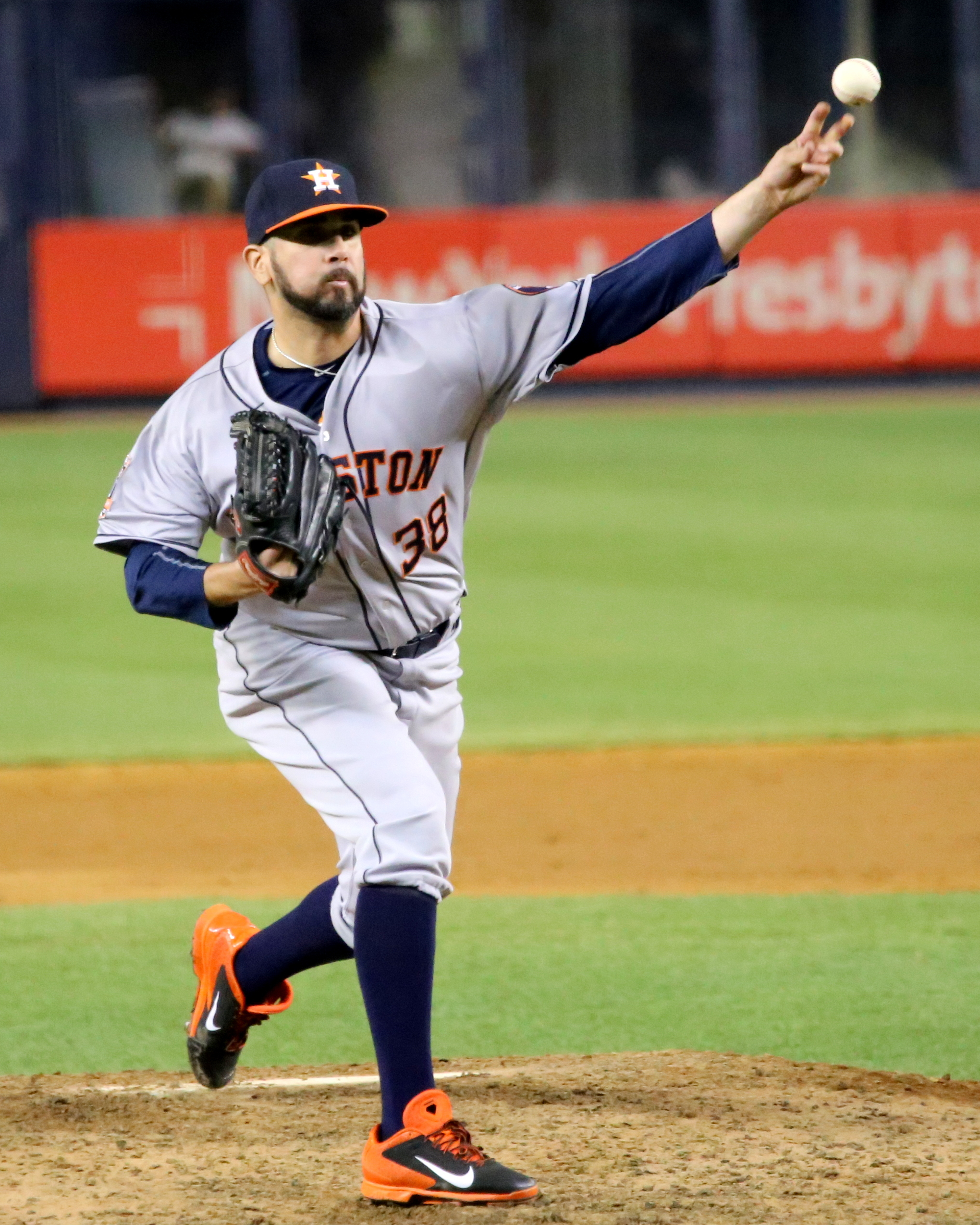
Óliver Pérez en 2015 avec les Astros de Houston.

Le 8 août 2015, Arizona échange Pérez aux Astros de Houston contre le lanceur gaucher des ligues mineures Junior Garcia. Son bref passage chez les Astros n'est pas remarquable : il alloue 12 points, dont 9 mérités, en 12 manches lancées en fin de saison régulière avant de donner un point sur deux coups sûrs et un but-sur-balles en un tiers de manche lancée dans les séries éliminatoires.
Au total, Pérez a une moyenne de points mérités de 4,17 en 70 matchs joués et 41 manches lancées en 2015 pour Arizona et Houston.

### Nationals de Washington
Le 11 décembre 2015, Pérez signe un contrat de 7 millions de dollars pour deux saisons avec les Nationals de Washington.

## International
Óliver Pérez a représenté l'équipe du Mexique à la Classique mondiale de baseball en 2006 et 2009.